# 京阪500型電車 (2代)
京阪500型電車（けいはん500がたでんしゃ）は、かつて京阪電気鉄道が所有していた電車（路面電車車両）の1形式。京都府・滋賀県にまたがる大津線（京津線、石山坂本線）向けに従来の電車の車体を流用して造られ、非貫通の前面デザイン、空気ばね台車、カルダン駆動方式など以降同線に導入される電車に用いられた様々な要素を初めて導入した形式となった。
京阪電気鉄道において、「500」という番号を用いた形式として1926年に1500形として製造後1929年に改番し1976年まで在籍した初代500型が存在するため、当形式は2代目にあたる。

## 導入
京阪大津線の車両近代化のため、1979年から石山坂本線の近江神宮前駅に隣接した錦織工場で改造により誕生した形式で、種車は260型のうち1968年に製造された4次車6両（281 - 286）である。
1979年に2両、1981年に4両が導入され、合計6両（2両編成3本）が大津線で使用された。

## 車体・機器
種車の260型の側面2箇所に両開きの乗降扉が設置されている窓・扉配置はそのまま受け継がれた。一方、車体の片側にある運転室の面積を拡大するため先頭部は非貫通式の2枚窓に改められ、向かって左側には電照式の行先表示装置も設置された。これらの要素は以降大津線に導入された600形や700形にも一部デザインを変えながら受け継がれた。また、それまで京津線の優等列車向けの車両は上半分がマンダリンオレンジ、下半分がカーマインレッドの京阪特急色で塗られていたが、500型は上半分がライトグリーン、下半分がダークグリーンの一般色で登場し、他の車両も同様の塗装に改められた。車内は全席ロングシートで、冷房は搭載されていなかった。
台車は京阪線の1000系で使用実績があるFS-309形を基に小型化したFS-503形を採用した。枕ばねにダイヤフラム式空気ばねを用い、軸箱は側梁緩衝ゴムによって支持されていた。これにより、従来の車両と比べ荷重によるたわみが減少したほか、床面高さが80 mm低くなり、プラットホームと車両の段差も減少した。
この台車に2基搭載されている主電動機は東洋電機製造製の直流直巻電動機であるTDK-8560A形（60 kw）で、従来の車両から出力が向上した。また駆動装置はTD平行カルダン駆動方式を使用しており、500型は大津線初の高性能電車となった。制動装置には従来の車両と同様に直通空気ブレーキ（SME）を搭載したが、それまで非常時のみに使用していた発電ブレーキを通常時（速度抑制、停止）にも使用することで、最大66.7‰という京津線の急勾配でも安定した制動力を確保した。集電装置はパンタグラフを用い、奇数番号の車両は運転台側、偶数番号の車両は連結面側の屋根上に1台設置された。

## 運用
製造当初は京津線の急行・準急に使用され、1981年に浜大津駅（現：びわ湖浜大津駅）が移設された際には京津線と石山坂本線で車両の向きが逆になる事態を防ぐため、錦織工場に仮設されたターンテーブルを用いて方向転換が実施された。
その後、更なる近代化とサービス向上を目指した大津線初の冷房車として1984年に600形が営業運転を開始したのに伴い、500形は主に石山坂本線で普通列車の運用に就いた。

## 廃車
やがて、車内冷房のニーズが高まってきたことに加え、京津線と京都市営地下鉄東西線の直通運転（片乗り入れ）の開始とともに大津線の架線電圧の1,500 Vへの昇圧が決定した際、500型の機器がその電圧に対応していないことが問題になり始めた。
そこで、昇圧に向けた複電圧車として製造が決まっていた700形の種車として500型全車が使用されることとなり、1992年から1993年にかけて車体が流用されたことにより500型は形式消滅した。その際、260型の車歴を「改造」扱いで受け継いだ500型とは異なり、700形は「代替新造」という扱いで導入されている。

## 車歴
| 京阪500型 |          |               |                |                        |
| 改造元    | 車両番号 | 改造日        | 廃車日         | 備考                   |
| 285       | 501      | 1979年3月29日 | 1992年11月11日 | 車体は700形(705)へ流用 |
| 286       | 502      | 1979年3月29日 | 1992年11月11日 | 車体は700形(706)へ流用 |
| 283       | 503      | 1979年6月12日 | 1993年2月13日  | 車体は700形(707)へ流用 |
| 284       | 504      | 1979年6月12日 | 1993年2月13日  | 車体は700形(708)へ流用 |
| 281       | 505      | 1981年6月30日 | 1993年5月14日  | 車体は700形(709)へ流用 |
| 282       | 506      | 1981年6月30日 | 1993年5月14日  | 車体は700形(710)へ流用 |